# Герб Високопілля
Герб Високопілля — офіційний символ Високопілля, затверджений рішенням сесії селищної ради 24 липня 2015 року.
Автор проекту — А. Гречило.

## Опис
У синьому полі три срібні 5-променеві зірки, одна над двома, під ними – золоте укорочене вістря, в якому крокує чорний лев із червоним язиком.

## Символіка
Золоте геральдичне вістря вказує на розташування Високопілля на вододілі та на назву поселення. Чорний лев у золотому полі підкреслює заселення в ХІХ ст. довколишніх земель німцями, які переважно походили з землі Баден-Вюртемберг, оскільки назвали колонії на честь різних місцевостей з історичної батьківщини (Кронау, Ной-Мангейм і т.п.). Срібна зірка в синьому полі символізує давню назву селища – Кронау (цей символ є у гербі німецького міста), а кількість 3 означає три колонії, які злилися й сформували сучасне Високопілля. Золоте поле уособлює багаті землі Степової України, а зорі на синьому полі – чумацькі шляхи, які тут пролягали.

## Історія

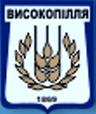

На сайті Високопольскої селищної ради в 2015 році зображувалася емблема у формі щита з колоском, оточеним вінком.